# Fiorinia keteleeriae
Fiorinia keteleeriae är en insektsart som beskrevs av Young 1987. Fiorinia keteleeriae ingår i släktet Fiorinia och familjen pansarsköldlöss. Inga underarter finns listade i Catalogue of Life.